# Heteropsis turbans
Heteropsis turbans is een vlinder uit de familie van de Nymphalidae, uit de onderfamilie van de Satyrinae. De soort is voor het eerst wetenschappelijk beschreven als Culapa turbans door Charles Oberthür in een publicatie uit 1916.
De soort komt voor in de bossen van Madagaskar.